# 新疆生产建设兵团第六师新湖农场
新疆生产建设兵团第六师新湖农场是中华人民共和国新疆生产建设兵团第六师下辖的一个农场。

## 行政区划
新疆生产建设兵团第六师新湖农场下辖以下单位：
场部、一分场场部、一分场一队、一分场二队、一分场三队、一分场四队、一分场五队、一分场六队、一分场七队、二分场场部、二分场一队、二分场二队、二分场三队、二分场五队、二分场六队、二分场七队、二分场八队、三分场场部、三分场一队、三分场二队、三分场三队、三分场四队、三分场五队、三分场七队、四分场场部、四分场一队、四分场二队、四分场三队、四分场四队、四分场五队、六分场场部、六分场一队、六分场二队、六分场三队、六分场四队、六分场五队、七分场场部、七分场一队、七分场二队、七分场三队、七分场四队、二分场四队、三分场六队、水管处生活区、农艺一连、农艺二连和农艺三连。